# Tháo đanh Chúa Giê-su

Rogier van der Weyden.Hạ xác Chúa Giêsu khỏi Thánh Giá, sơn dầu trên gỗ sồi, 220 x 262 cm Museo del Prado, Madrid

Hạ xác từ Thánh Giá (tiếng Hy Lạp: Ἀποκαθήλωσις, Apokathelosis) là cảnh mô tả trong trình thuật Phúc Âm về việc hai ông Joseph Arimathea và Nicôđêmô đã lấy xác Chúa Kitô xuống khỏi thập giá sau khi người bị đóng đinh (Gioan 19:38-42). Trong nghệ thuật Byzantine chủ đề này đã trở nên phổ biến từ thế kỷ thứ 9 và ở phương Tây từ thế kỷ thứ 10. Hạ xác Chúa Giêsu là chặng thứ 13 trong Đàng Thánh Giá.
Theo truyền thống thì Đức Maria đã gặp Chúa Giêsu khi ngài đang vác thập giá. Từ thế kỷ XV, người ta luôn tìm thấy "Sancta Maria de Spasmo" (Đức Maria ngất xỉu) trong các Đàng Thánh Giá. Và trong khi Đức Giêsu bị treo trên thập giá thì "Đức gần thập giá của thân mẫu Ngài, chị của thân mẫu, bà Maria vợ ông Clêôphas, cùng với Maria Mađalêna" (Ga.19:25-27) (Mt.27:56) (Mc.15:40) (Lc.23:49). Truyền thống cho rằng chắc chắn Đức Maria đã có mặt khi hạ xác Chúa Giêsu khỏi thập giá và táng xác con mình.